# Malintrat
Malintrat là một xã ở tỉnh Puy-de-Dôme trong vùng Auvergne-Rhône-Alpes miền trung nước Pháp. Xã này nằm ở khu vực có độ cao trung bình mét trên mực nước biển.
Malintrat nằm ở phía đông Clermont-Ferrand giữa xa lộ A710 và A720, phía bắc sân bay Clermont-Ferrand/Auvergne ở Aulnat. Malintrat tạo thành vùng đô thị Clermont-Ferrand.
Năm 1839, một phần xã đã được tách ra để lập xã mới Aulnat.

## Cư dân nổi bật
- Florence Nibart-Devouard.